# Orazi e Curiazi

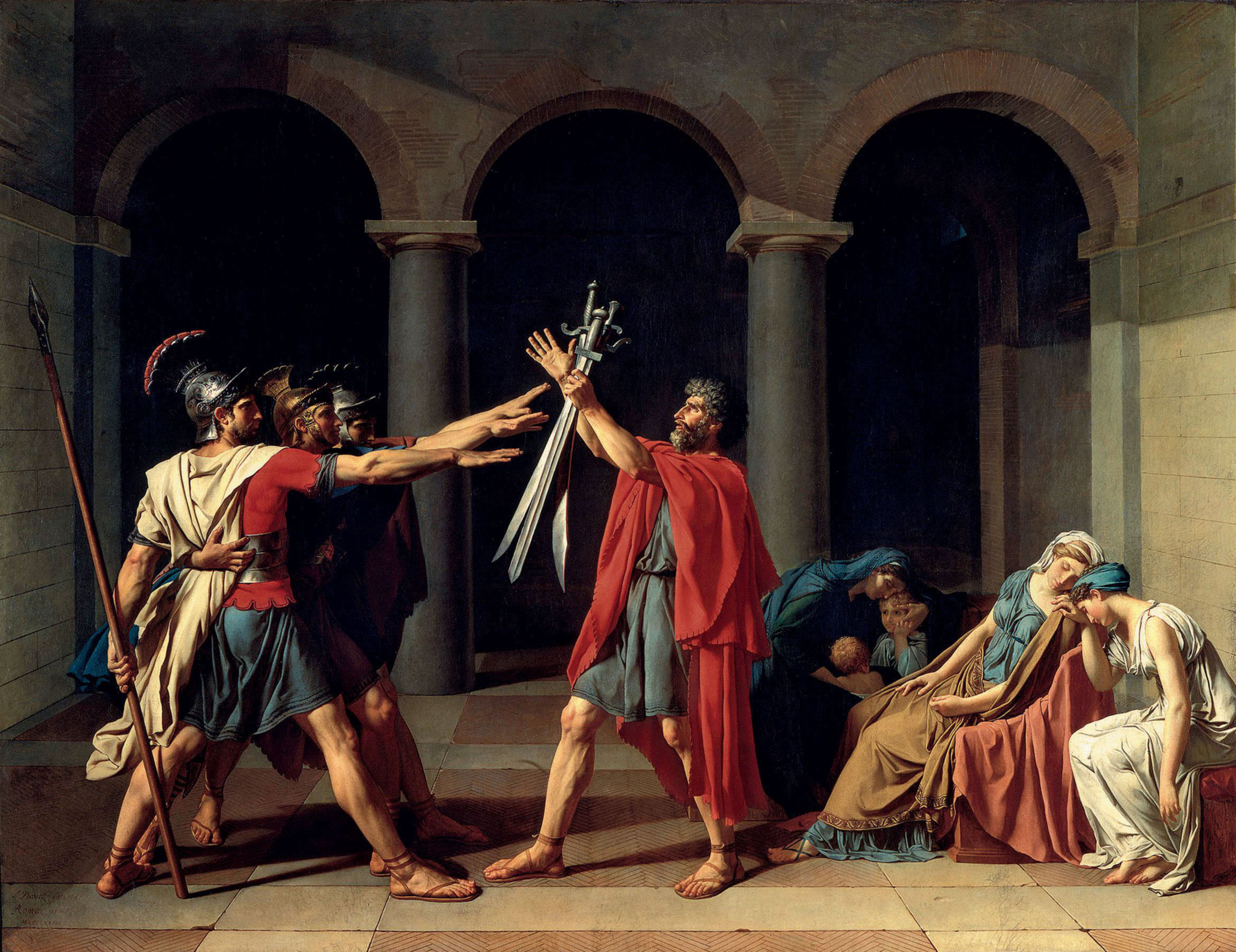
Il giuramento degli Orazi (1784), di Jacques-Louis David, Museo del Louvre

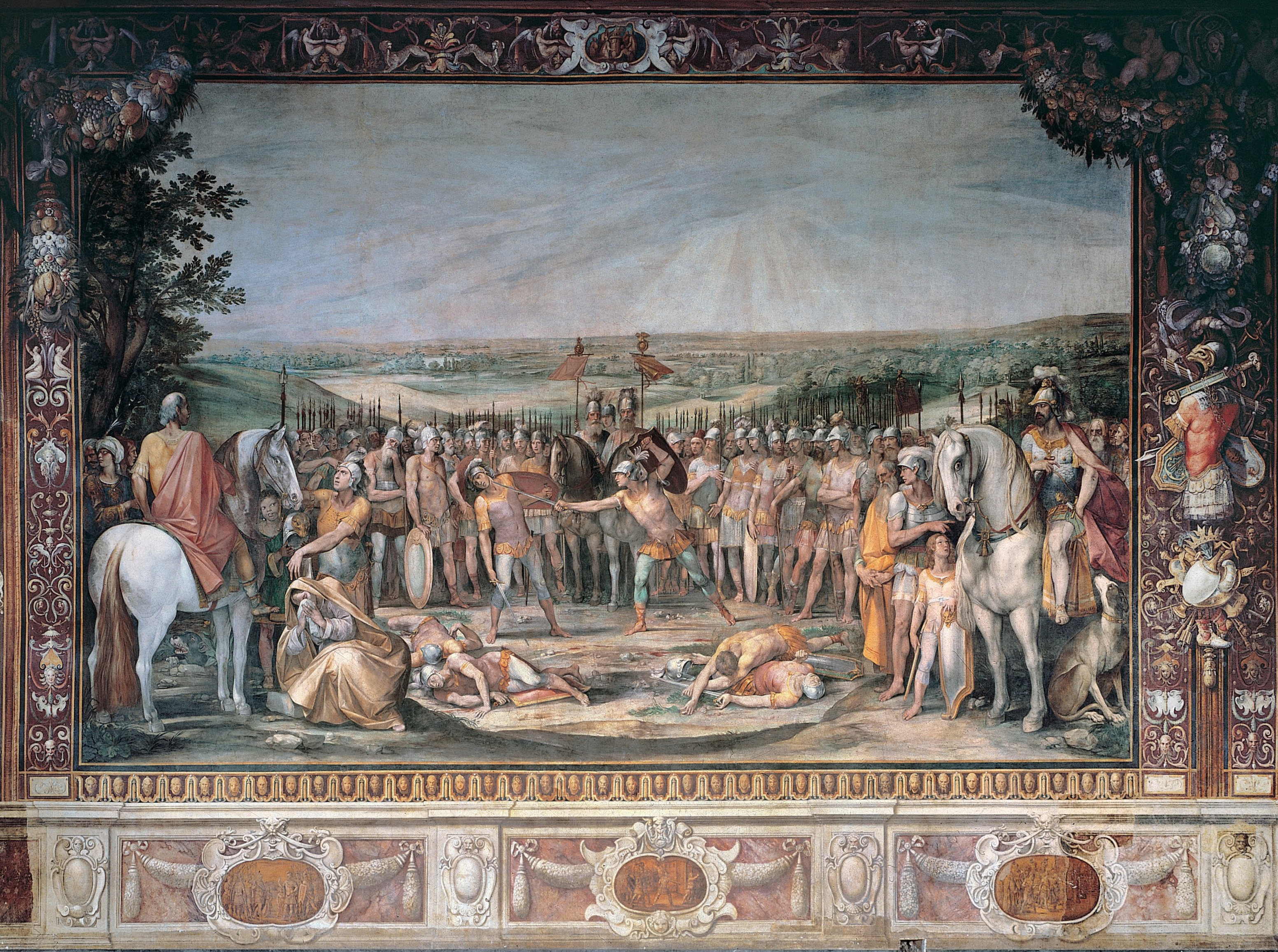
Il Combattimento tra gli Orazi e Curiazi (1612-1613) del Cavalier d'Arpino, Palazzo dei Conservatori

Gli Orazi e i Curiazi sono figure leggendarie della Roma antica.

## Leggenda
Secondo la versione riportata da Tito Livio (Hist. I, 24-25), durante il regno di Tullo Ostilio (VII secolo a.C.) Roma e Alba Longa entrarono in guerra, affrontandosi con gli eserciti schierati lungo le Fossae Cluiliae (sull'attuale via Appia Antica), al confine fra i loro territori.
Ma Roma e Alba Longa condividevano attraverso il mito di Romolo una sacra discendenza che rendeva empia questa guerra, perciò i rispettivi sovrani decisero di affidare a due gruppi di rappresentanti le sorti del conflitto fra le due città, evitando ulteriori spargimenti di sangue.
Furono scelti per Roma gli Orazi, tre fratelli figli di Publio Orazio, e per Alba Longa i tre gemelli Curiazi, che si sarebbero affrontati a duello alla spada.
Livio afferma che gli storici non erano concordi nello stabilire quale delle due triadi fosse quella romana; propende per gli Orazi perché la maggior parte degli studiosi sceglie quella versione.
Iniziato il combattimento, quasi subito due Orazi furono uccisi, mentre due dei Curiazi riportarono solo lievi ferite; il terzo Orazio, che non avrebbe potuto affrontare da solo tre nemici, trovandosi in difficoltà, pensò di ricorrere all'astuzia e finse di scappare verso Roma. Come aveva previsto, i tre Curiazi lo inseguirono, ma nel correre si distanziarono fra loro, perché, feriti in modo differente, inseguivano a velocità differenti.
Per primo fu raggiunto dal Curiazio che non era stato ferito e, voltandosi a sorpresa, lo trafisse. Riprese a correre e fu raggiunto da ciascuno degli altri due, che a causa delle ferite erano sfiniti, e gli fu facile ucciderli uno alla volta.
La vittoria dell'Orazio fu la vittoria di Roma, cui Alba Longa si sottomise.
Camilla Orazia, sorella dell'Orazio superstite, era promessa sposa di uno dei Curiazi uccisi e rimproverò violentemente del delitto il fratello, tanto che questi la uccise per farla tacere. Per purificarsi dovette passare sotto il giogo del Tigillum Sororium, che da allora i Romani festeggiavano come rito di purificazione dei soldati ogni 1º ottobre. Inoltre, per il processo al delitto di perduellio (delitto contro le libertà del cittadino, reato che in realtà fu istituito dopo la fase regia di Roma), di cui si era macchiato uccidendo Camilla Orazia, la cui vita - essendo ella estranea al duello pattuito - era sacra per legge, Tullo Ostilio istituì, secondo la leggenda rielaborata nel tempo, dei giudici appositi: i duumviri perduellionis (anch'essi da ricondurre, in realtà, alla successiva fase repubblicana).
Le parentele fra Orazi e Curiazi erano ulteriormente intrecciate, secondo versioni successive della leggenda, essendo Sabina - nativa di Alba Longa ma romana d'adozione - sia sorella di uno dei Curiazi sia moglie di Marco Orazio.

## Realtà storica

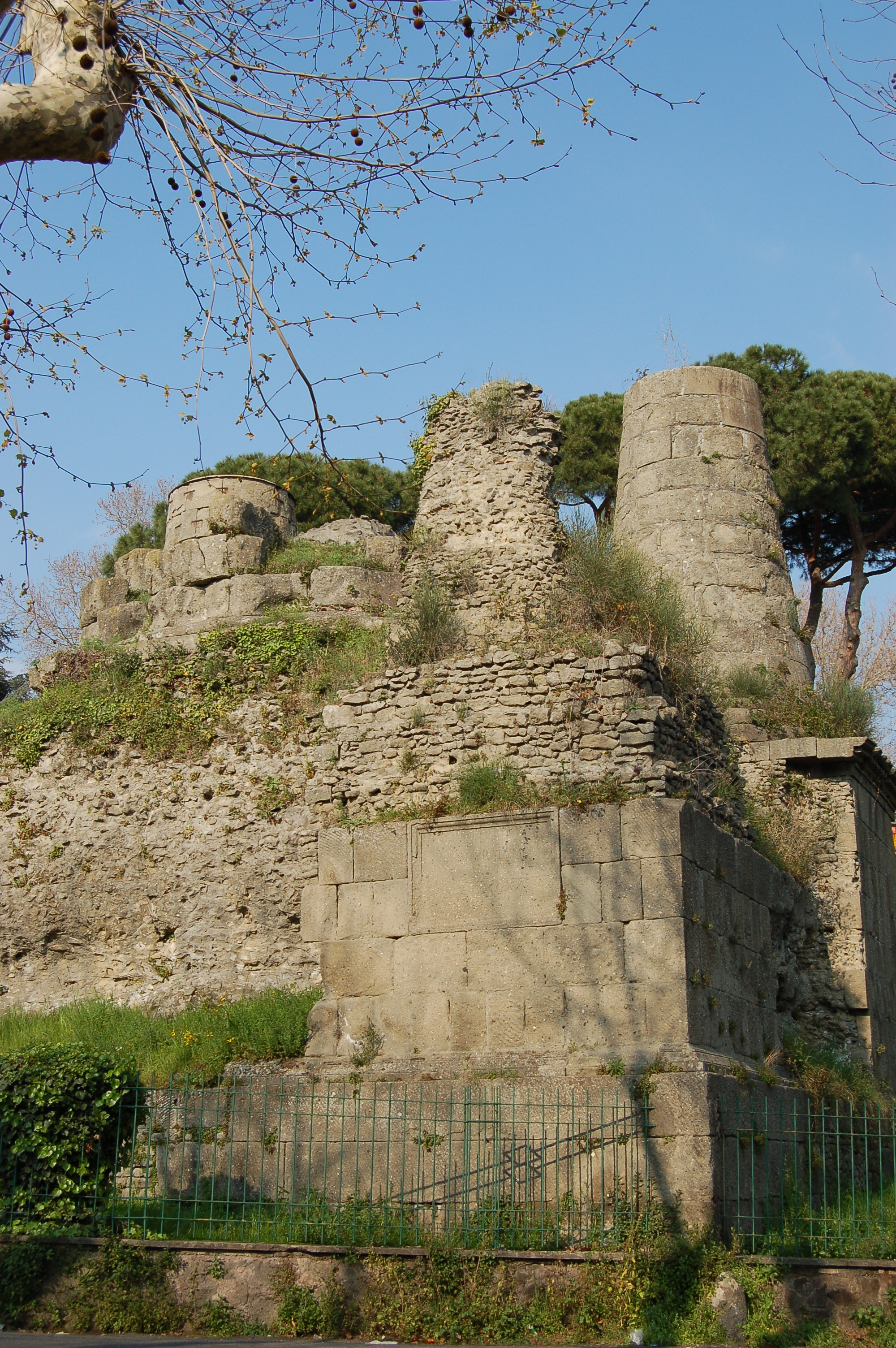
Il cosiddetto Sepolcro degli Orazi e Curiazi ad Albano Laziale

Nell'antica Roma si trovano testimonianze di età augustea attinenti alla leggenda, come una colonna del Foro alla quale sarebbero state appese le spoglie dei Curiazi e il Mausoleo degli Orazi al sesto miglio della via Appia.
Ad Albano Laziale, lungo l'attuale via della Stella, si trova un sepolcro tardo-repubblicano detto degli "Orazi e Curiazi", ma si ipotizza che sia tomba di altri personaggi.
Nella realtà la guerra fra Roma e Alba Longa fu cruenta e il re della città sconfitta, Mezio Fufezio, venne squartato.
C'è chi indica San Giovanni in Campo Orazio, nel territorio di Poli, come luogo dove avvenne la cruenta battaglia.

## Orazi e Curiazi nelle arti

### Letteratura
- I personaggi di questa disfida sono citati da Dante nella Divina Commedia: Che i tre a' tre pugnar per lui ancora.[4]

### Pittura
- Il giuramento degli Orazi, dipinto del 1784 di Jacques-Louis David.
- Combattimento tra gli Orazi e Curiazi, affresco del Cavalier d'Arpino realizzato tra il 1612 e il 1613, nell'omonima sala al Palazzo dei Conservatori a Roma.

### Teatro
- Orazio di Pierre Corneille, tragedia in francese del 1640.
- Gli Orazi e i Curiazi di Domenico Cimarosa, opera in tre atti su libretto di Antonio Simeone Sografi, la cui prima esecuzione ebbe luogo al Teatro La Fenice di Venezia il 26 dicembre 1796.
- Orazi e Curiazi di Saverio Mercadante, opera in tre atti su libretto di Salvadore Cammarano, eseguita per la prima volta al teatro San Carlo di Napoli il 10 novembre 1846.
- The Horatian - Three Songs di Heiner Goebbels.
- Orazi e Curiazi (1934) è anche uno dei drammi didattici scritti da Bertold Brecht.

### Cinema
- Orazi e Curiazi, cortometraggio muto del 1910.
- Orazi e Curiazi, film del 1961 di Ferdinando Baldi e Terence Young.
- Orazi e Curiazi 3-2, film-rivisitazione in chiave farsesca del mito (1977).